# Polarbröd
Polarbröd Aktiebolag är ett svenskt familjeägt bageriföretag, som bildades 1971 av Gösta och Greta Nilsson. Företaget är Sveriges tredje största producent av matbröd och har cirka 400 anställda. Det omsatte 988 miljoner kronor (2016) och bakade 379 000 ton bröd på de tre bagerierna i Älvsbyn, Bredbyn (tidigare Gene Bageri AB) och Omne. Omnebageriet såldes våren 2018.
Fyra femtedelar av produktionen säljs inom Sverige och en femtedel exporteras.

## Historik
Polarbröds verksamhet sträcker sig fem generationer tillbaka i tiden. År 1878 kom Johan Nilsson till Älvsbyn från Göteborg, efter att ha fått sitt mästarbrev i Piteå. Tillsammans med hustrun Hilda Nordström bosatte han sig i Älvsbyn och började baka bröd till samhällets invånare och vattenrallare, som byggde flottningsleder i omgivningarna. Under bygget av Norra stambanan blev även järnvägsrallarna kunder till bageriet. De första åren hyrde Johan Nilsson bageriet, men köpte loss det år 1885. Sedan stambanan färdigställts år 1893 försvann järnvägsrallarna från trakten och försäljningen minskade.
Efter Johan Nilssons död år 1912 tog sonen Frans Gustav över bageriet, som då var svårt skuldsatt. År 1926 byggdes ett nytt bageri och Frans Gustav Nilsson introducerade en variant av den lokala, tunna mjukkakan, vilken han bakade på rågsikt, vatten, salt och jäst. Han kallade den för Tioöreskakan, då det var priset för den. Bageriet lades ner år 1959 och Frans Gustav Nilsson avled året efter. Hans yngste son Gösta Nilsson drev tillsammans med hustrun Greta Stålberg ett kafé i Älvsbyn och började efter några år experimentera med Tioöreskakan och kallade den Älvsbykaka. Hustrun Greta bredde smör och lade rökt renstek på brödet och frös in det, för att snabbt kunna tina det och servera gästerna. Smörgåsen kallade hon för Rågstrut, men den kom senare att bli känd under namnet Renklämma. Gösta och Greta Nilsson beslöt att starta ett särskilt bageri för den mjuka rågkakan, som då fick namnet Polarkaka och företaget Polarbageriet AB bildades år 1972.
År 1977 invigdes en helt nybyggd bagerianläggning i Älvsbyn och verksamheten kom att växa vidare under 1980- och 1990-talen. Företaget har gått vidare i familjen och drivs av barnbarnet Karin Bodin.
Under kvällen den 23 augusti 2020 utbröt en kraftig brand i bageriet i Älvsbyn. Huvudfabriken gick inte att rädda. Polarbröds plan var då att maximera produktionen i sin andra fabrik i Bredbyn och börja baka alla sorter som tidigare endast bakades i Älvsbyn. Bageriet byggdes upp igen och invigdes i maj 2022 som en del i företagets femtioårsfirande.